# The Rookies
The Rookies, literalmente Los novatos, pero traducida en España como Los patrulleros y Los novatos en Argentina es una serie de televisión estadounidense, emitida por primera vez en ese país entre 1972 y 1974.

## Argumento
La serie se centra en las peripecias profesionales de un grupo de jóvenes policías que han ingresado recientemente en el cuerpo y que apuntan maneras extrañas para los más veteranos, como su rechazo a usar armas de fuego. El grupo lo componen los cadetes  Jared Whitman, Kevin Lassiter, William "Willie" Gillis, Terry Webster y Mike Danko (Sam Melville). Personaje habitual es la esposa de este último la enfermera Jill (Kate Jackson). En la serie se abordaban temáticas que reflejaban los conflictos sociales de la época.

## Reparto
| Actor                | Role                  |
| -------------------- | --------------------- |
| Georg Stanford Brown | Oficial Terry Webster |
| Sam Melville         | Oficial Mike Danko    |
| Kate Jackson         | Jill Danko            |
| Michael Ontkean      | Oficial Willie Gillis |
| Gerald S. O'Loughlin | Teniente Ed Ryker     |
| Bruce Fairbairn      | Oficial Chris Owens   |

## Artistas invitados
Entre las estrellas con papel episódico en la serie se incluyen:
- Amy Irving
- Billy Campbell
- Mark Slade
- Cheryl Ladd
- William Shatner
- Lurene Tuttle
- Roddy McDowall
- Ray Walston
- Ann Doran
- Dack Rambo

## Aceptación
El episodio piloto, emitido el 7 de marzo de 1972, constituyó un importante éxito, lo que animó a los productores a continuar con la serie. En su tercera temporada se situó entre los 20 programas más vistos de la televisión americana. sin embargo, los índices de audiencia comenzaron a declinar a partir de 1975, con el traslado del día de emisión, propiciando su cancelación en la primavera de 1976.

## La serie en España
La serie se estrenó en España el 29 de noviembre de 1976, bajo el título de Los patrulleros.